# Jacobo Ynclán
Jacobo María Ynclán Pajares, genannt Jacobo oder Jacobo María, (* 4. Februar 1984 in Madrid) ist ein spanischer Fußballspieler.

## Karriere
Jacobo begann seine Karriere in der Jugend von Real Madrid, wo er zwei Jahre aktiv war. 1995 bis 1999 spielte er in der Jugend von EF Madrid Oeste, ehe er zu Atlético Madrid wechselte.
Obwohl er wegen einer Meniskusverletzung ohne Einsatz geblieben war, stieg er nach seiner Rekonvaleszenz 2003 in die B-Mannschaft Atlético Aviación auf, in der er Ende 2003 sein Debüt gab. In der Hinrunde der Spielzeit 2004/05 etablierte er sich als Stammspieler. Nach fünf Toren in 16 Ligaspielen wurde er im Frühjahr 2005 in die Segunda División an Polideportivo Ejido verliehen, wo er überzeugen konnte und mit der Mannschaft Tabellenplatz 13 errang.
Zur Folgesaison wurde er von Trainer José „Pepe“ Murcia, unter dem ihm zuvor in der B-Mannschaft der Durchbruch gelungen war, in den A-Kader von Atlético geholt. Er absolvierte die gesamte Saisonvorbereitung mit der Mannschaft, ehe er im August 2005 abermals in die Segunda División an UE Lleida verliehen wurde.
Mit den Katalanen absolvierte er seine erste komplette Spielzeit als Profi und überzeugte als Vorlagengeber für Mate Bilić. Obwohl dieser mit 17 Torerfolgen die Saison auf Rang drei der Torjägerliste beendete, hatte die Mannschaft eine ansonsten eher harmlose Offensive, wodurch man früh in den Abstiegskampf geriet. Am Ende belegte Lleida mit Tabellenplatz 19 hinter CD Teneriffa den ersten von vier Abstiegsplätzen und stieg erstmals seit 2004 in die dritte Liga ab.
Jacobo wechselte zurück zu Atlético Madrid, wo er vom neuen Trainer Javier Aguirre zu Beginn der neuen Saison zunächst wieder in die B-Mannschaft geschickt wurde. Mit sieben Toren in zwölf Spielen in der Segunda División B spielte er sich zur Rückrunde in den A-Kader zurück, in dem er jedoch ohne nennenswerte Einsatzzeiten blieb. Nachdem er sich abermals nicht in der Primera División durchgesetzt hatte, befand er sich am Scheideweg seiner Karriere. Ohne Aussicht auf Einsatzzeiten bei Atlético wollte er nicht mehr in die B-Mannschaft zurück und wechselte daraufhin auf Leihbasis zum damaligen belgischen Erstligisten Excelsior Mouscron, bei dem er eine bessere Perspektive sah.
Gleich zu Beginn der Spielzeit zog er sich jedoch eine Meniskusverletzung zu, die ihn die gesamte Spielzeit außer Gefecht setzte. Ohne ein Ligaspiel für Excelsior absolviert zu haben, wurde er daraufhin frühzeitig nach Madrid zurückgeschickt, wo sein Vertrag zum Saisonende auslief. Obwohl er über einen Großteil der Saison ohne Spielpraxis geblieben war, bot ihm Atlético eine Vertragsverlängerung als Führungsspieler für die B-Mannschaft an. Jacobo verlängerte seinen Vertrag jedoch nicht.
Im Sommer 2008 nahm er ein Angebot des damaligen Zweitligisten Deportivo Alavés an. Bei den Basken hatte er jedoch mit Spätfolgen seiner Verletzung zu kämpfen. Jacobo präsentierte sich außer Form, wodurch er in den ersten zehn Meisterschaftsrunden zu lediglich 21 Minuten Einsatzzeit kam. Nachdem er seine Leistungen zum Ende der Hinrunde wieder stabilisiert hatte, verletzte er sich abermals am Knie und fehlte die gesamte Rückrunde. Alavés stieg unterdessen erstmals seit 16 Jahren in die Drittklassigkeit ab, woraufhin sein Vertrag aufgelöst wurde.
Daraufhin fand er aufgrund seines unsicheren Gesundheitszustands längere Zeit keinen Verein, ehe ihm CD Guadalajara aus der Segunda División B II unter Vertrag nahm. In Guadalajara blieb er erstmals über eine längere Zeit verletzungsfrei und avancierte mit dem Verein zu einer Überraschung der Saison. Als Abstiegskandidat gehandelt, spielte der Verein über die gesamte Saison um den Aufstieg mit, der mit dem dritten Tabellenplatz und dem Ausscheiden im Play-off gegen den FC Ontinyent knapp verpasst wurde.
Zur Spielzeit 2010/11 wechselte Jacobo daraufhin ligaintern zurück nach Madrid zum RSD Alcalá, bei dem er seine bisher stärkste Spielzeit absolvierte. Zwar scheiterte er mit der Mannschaft am Aufstieg in die Zweitklassigkeit, persönlich präsentierte er sich als Vorlagengeber und Vollstrecker, erzielte zwölf Tore und wurde am Ende der Spielzeit zum Spieler des Jahres in der Segunda División B gewählt. Danach lehnte er ein Angebot zur Vertragsverlängerung ab und wechselte stattdessen nach Österreich zum vom früheren Spanien-Legionär Nenad Bjelica trainierten Zweitligisten WAC/St. Andrä.
Mit dem WAC stieg er 2012 in die Bundesliga auf.
Nach sechs Jahren bei den Kärntnern wurde im Juli 2017 sein Vertrag aufgelöst. Im Januar 2018 kehrte er nach Spanien zurück, wo er zum viertklassigen CA Pinto wechselt.

## Erfolge

### Im Verein
Atlético Madrid B
- 1× Meister Segunda División B: 2004
- 1×  Meister Erste Liga (AUT): 2011/12

UE Lleida
- 1× Ciutat de Lleida Trophy: 2006

CD Guadalajara
- 1× Trofeo Junta de Comunidades de Castilla-La Mancha: 2009

RSD Alcalá
- 1× Trofeo Cervantes: 2010

### Als Spieler
- 1× Spieler des Jahres in der Segunda División B: 2011
- 1× Spieler des Jahres in der Ersten Liga: 2011/12